# デネル NTW-20
デネル NTW-20（英: Denel NTW-20）とは、南アフリカ共和国のアエロテクCSIR社が開発したボルトアクション式対物ライフルである。

## 概要
見晴らしがよく広大な南アフリカの草原では、戦闘での対峙距離が長くなる傾向があり、長射程の火器が求められていた。これを受け、アエロテクCSIR社は同銃を開発、南アフリカの自由化後はダネル社により海外に輸出された。そのため、開発元がアエロテクCSIR社であるにもかかわらず、ダネル社の名前で呼ばれることが多い。
設計はトニー・ネオフィトウ (Tony Neophytou) が担当し、開発は1995年8月に "Aerotek" の名前で始まって4ヶ月半後には実用的な試作品が完成した。短期間での開発が可能だったのは、ネオフィトウがヘリコプター砲塔に組み込む反動軽減システムの経験を持っていたからである。開発規模をさらに減らすため、MG 151/20の発展型として南アフリカで開発されたベクター（Vektor） GA-1 20mm機関砲の銃身・ボルト・銃身受けを利用している。
開発当初はARMと呼ばれていたが、14.5x114mm弾用のコンバージョンキット開発と共に改称された。口径によってNTW-20とNTW-14.5に分類される。

## 特徴
個人武装用ライフルとしては最大級の弾薬を使用するという点である。20x82mm弾は、第二次世界大戦においてドイツのモーゼル社が開発した航空機関砲「MG 151/20」用の弾薬として開発され、大戦後もフランスのマニューリン社が生産を継続している。同じく14.5x114mm弾も旧ワルシャワ条約機構で対空・対軽装甲車用重機関銃として開発されたKPV 重機関銃用の弾薬として採用されていたものである。また、DShK38重機関銃用の弾薬である12.7x108mm弾や、.50BMGとして知られる12.7x99mm_NATO弾を使用可能とするコンバージョンキットも存在する。これらの弾薬を目的別に使用することで、対物（20mm）、長距離狙撃（14.5mm）、訓練用（12.7mm）に対応した射撃が可能となる。口径の切り換えは特殊な機器を用いずに、ボルト・バレル・照準器・マガジンを交換するだけで行える。上部レシーバーに組付けられたバレルの緊締に使用するナットも、外面に弾薬または薬莢の底部のリムをはめこみ、弾薬をハンドル代わりに使って回すことが可能。
構造はボルトアクション方式を採用しており、右側面のボルト・ハンドルを手動で回転させ、ロックおよび解除を行うことができる。ボルトハンドルは手をかけない限り引き起こせない安全機能と、引き起こす際にボルトをわずかに後退させて空薬莢の引き抜きを補助するカム機能を兼ねる。ボルト先端とバレル後端のロッキングラグは、それぞれ別個に上部レシーバー側の溝と噛み合う。
箱型弾倉を採用し、弾倉内には3発の弾薬を収めることができる。弾倉には、暴発を防ぐため反動で弾丸がずれないよう弾丸のリムで支えるための切り込みが設置され、また3発分装填してもバネの余裕ができる構造で、機関部の左側面に水平に装着する。
バレルの先端にはマズルブレーキが仕込まれており、上述の弾薬から発生する強烈な反動を50-60%軽減することができる。下部レシーバー内部にはスプリングと2つの大型油圧式サスペンションからなるショック・アブソーバーが組み込まれており、一部がバレルの下に突き出している。射撃にともなってバレル・上部レシーバー・ボルトが一体となって後座し、その衝撃をショック・アブソーバーが緩和する。
照準器としてスコープが標準装備され、弾種ごとに専用のスコープが用意されている。スコープは前方の上部レシーバー上面に取り付けられており、射撃の際にスコープが射手の顔面に衝突することを防いでいるが、代償として接眼距離が長くなっている。スコープ取り付け部付近にはキャリングハンドルが取り付けられ、このハンドルは銃が転倒した際にスコープを守る役目も果たす。
下部レシーバーの後端には一脚が装備され、前方の二脚とあわせて射撃姿勢に合わせた調節が可能。トリガーガードは前方を軸に可動するため、開放すれば冷間地でのグローブ装着中でもトリガーを使用できる。また、左右両方の利き手にも対応する。
重量は対物ライフルの中でも特に重い部類に入る。そのため運搬は二組に分解したうえで、それぞれをキャリーバッグに詰めて射手・観測手の二人で持ち運び、狙撃地点で組み立てる。
後発のNTW-20x110mmは、20x82mmよりも大型の使用弾薬を考慮しかなり大きな構造となったため、口径のコンバージョンができない設計とされており、装弾数も1発のみである。

## 運用国
- インド
- インドネシア
- 南アフリカ共和国

## 登場作品

### 映画
『第9地区』
主人公であるヴィカスの強化外骨格に対してMNUの傭兵が使用し、大きく仰け反るほどのダメージを与えたが、反撃を受けて射手が死亡した。

### アニメ
『攻殻機動隊』
『OBSOLETE』
インド製のコピー品Vidhwansak Anti Materiel Rifleをエグゾフレーム用狙撃銃に改造したものが登場。

### コミック
『GUNSLINGER GIRL』
コミックス11巻でジャコモ＝ダンテが使用。
『暗殺教室』
『トリアージX』
コミックス1巻で剣 光姫が使用。
『ヤングガン・カルナバル』
2巻と5巻にて登場。

### 小説
『スナイパーヘルヴァレー』シリーズ（柘植久慶）
シリーズを通して主人公が使用。作中で50口径の対物ライフルと併用したり(両者合わせての重量は40kgに近くなる)、航空機相手に使用するなど、主人公の超人的な面が強調される。
『センチュリオン急襲作戦』
MFMP(汎用火力機動プラットフォーム)「センチュリオン」が使用。700kgの機体重量を活かし、直立状態で発砲する。

### ゲーム
『バイオハザード6』
ピアーズの初期装備。12.7x99mm NATO弾仕様
『ドールズフロントライン』
当銃を擬人化した星5戦術人形NTW-20として登場
『バトルフィールド2042』
当銃の後継と思われる50口径仕様のNTW-50として登場